# Kremlin de Nóvgorod
El Kremlin de Nóvgorod (a rus: Новгородский кремль) o Detinets (Детинец) és un antic kremlin de la ciutat de Nóvgorod o Veliki Nóvgorod, localitzat a la riba esquerra del riu Vólkhov aproximadament dues milles al nord de la seva desembocadura al llac Ilmen. Com a part de la històrica ciutat de Nóvgorod, ara és part del Patrimoni de la Humanitat per la UNESCO. El complex va ser originalment el lloc d'un cementiri pagà en el qual el primer bisbe de Nóvgorod, Ioakim Korsunianin va construir la Catedral de la Santa Saviesa a l'arribar a la zona al voltant de l'any 989. D'aquesta manera, el complex ha estat i segueix sent un gran lloc eclesiàstic, tot i que molts boiars de Nóvgorod van construir les seves cases a la part meridional del Detinets.
La primera referència de les fortificacions en el lloc data del 1044, amb construccions addicionals que van tenir lloc el 1116. Aquests van ser probablement terraplens de terra coronats per una palissada de fusta, el 1302 es van construir les torres i murs de pedra. L'arquebisbe Vasilii Kalik (1330-1352) va reconstruir el mur de pedra al llarg de la part oriental del Detinets entre 1331 i 1335. La resta es va completar només en pedra en 1400. Part dels murs de Vasilii es van ensorrar en el riu Volkhov el 1437 i van ser reconstruïts per l'arquebisbe Evfimii II (1429-1458).
L'actual fortalesa fou construïda entre 1484 i 1490 per constructors moscovites després de la conquesta de la ciutat el 1478 pel Gran Príncep Ivan III, una tercera part d'aquesta construcció va ser abonada per l'arquebisbe de Nóvgorod, Guennadi (1484-1504). Es tracta d'un gran oval de 545 metres de llarg i 240 metres d'amplada, amb nou torres que han sobreviscut (altres tres torres no han sobreviscut). La més alta torre, la torre Kokui queda limitada per una cúpula de plata. Va ser construït al segle xviii i el seu nom és d'origen suec. Les parets tenen 1.487 metres de circumferència.

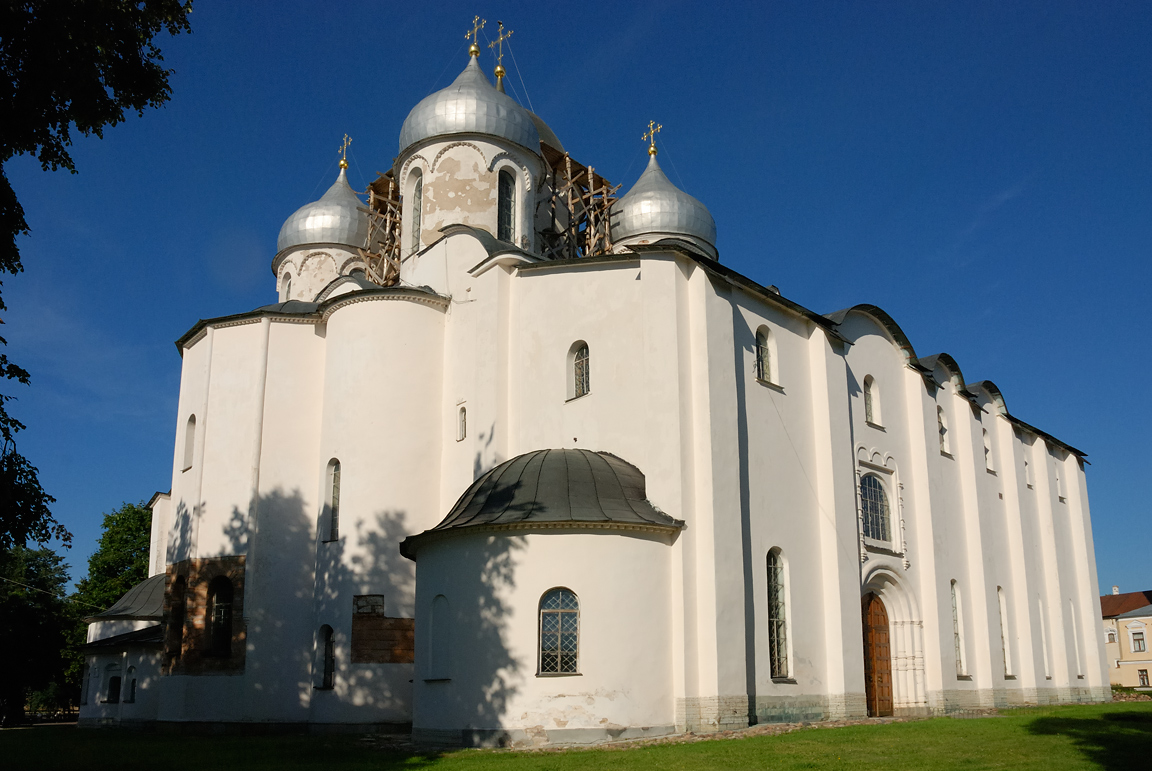
La Catedral de Santa Sofia de Novgorod.

Els principals edificis del Kremlin de Nóvgorod són la Catedral de la Santa Saviesa i l'arquebisbat metropolità al nord-oest. Al sud de la catedral, a través de la plaça en què es troba el Monument als mil anys de Rússia, hi ha el Museu de Nóvgorod i la Biblioteca Regional de Nóvgorod, ubicada en el que en el període imperial va ser l'edifici administratiu de Nóvgorod. El museu acull una fina col·lecció d'icones i altres artefactes de la història de la ciutat. Al sud del museu es poden trobar també diverses edificis com la petita Església de la Intercessió de la Mare de Déu a la paret sud-oest, prop de la Pokrovskii (Intercessió), les torres Kokui, i l'Església de Sant Andreu a prop de la paret sud-est, on es pot trobar un parc. Hi ha moltes referències en les cròniques d'edificis que ja no existeixen, com algunes capelles a les portes i l'església dels sants Boris i Gleb, construïda per Sitka Sitinits, que es pensa que és la font històrica per al llegendari Sadko. A l'interior de la porta oest de la fortalesa es pot veure una flama eterna als soldats de la Gran Guerra Pàtria.
S'ha format una platja entre el Kremlin de Nóvgorod i el riu.

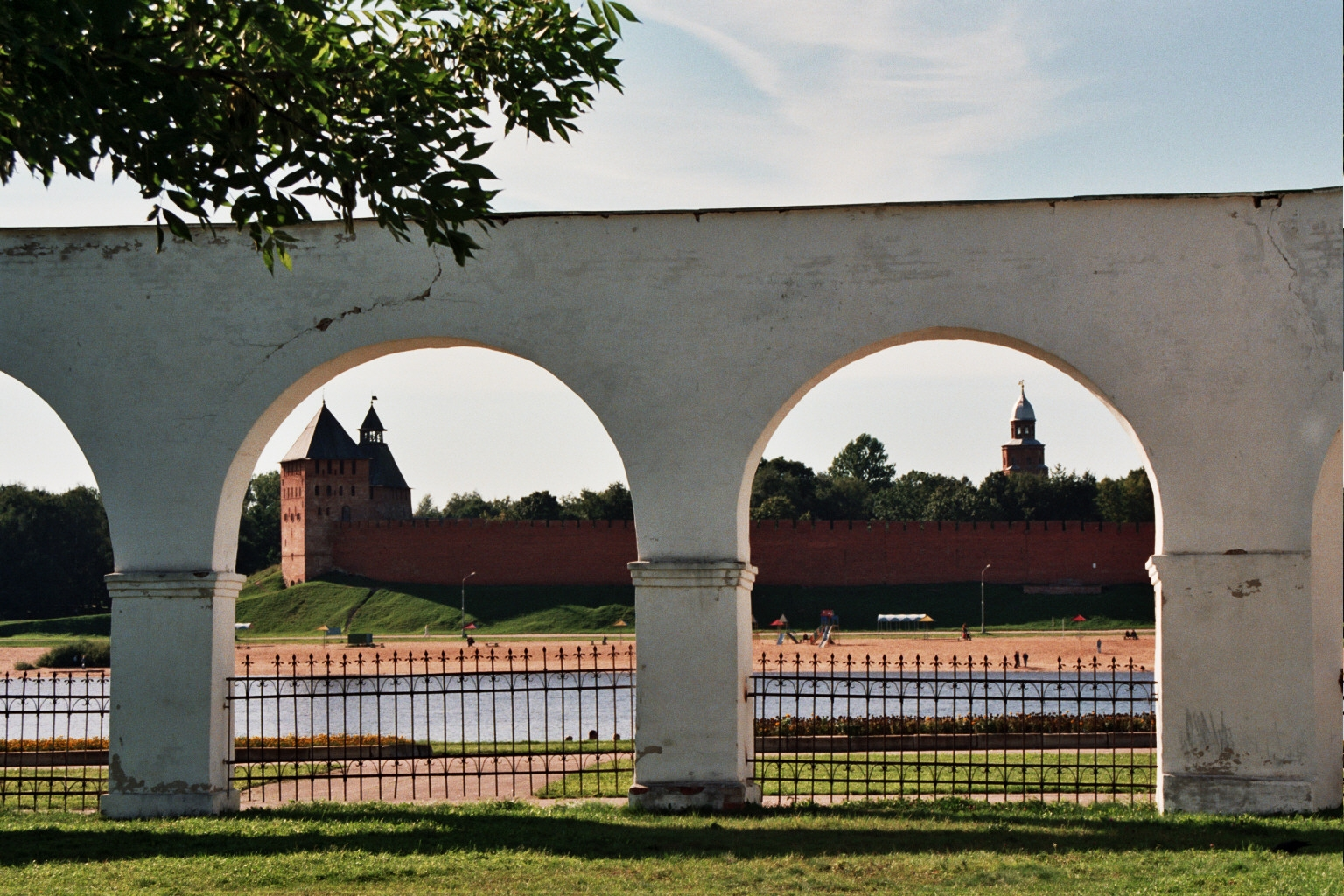
Fotografia feta darrera de l'arcada al costat del riu Voljov.
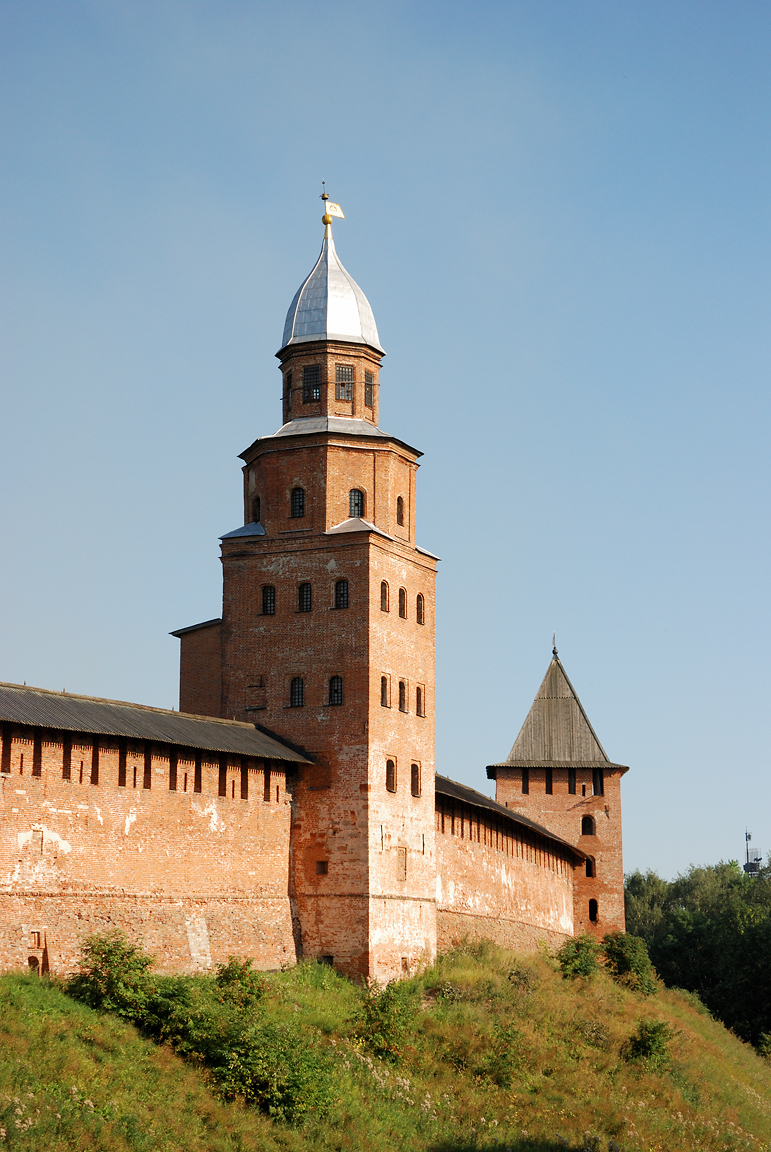
Les torres Kokui.
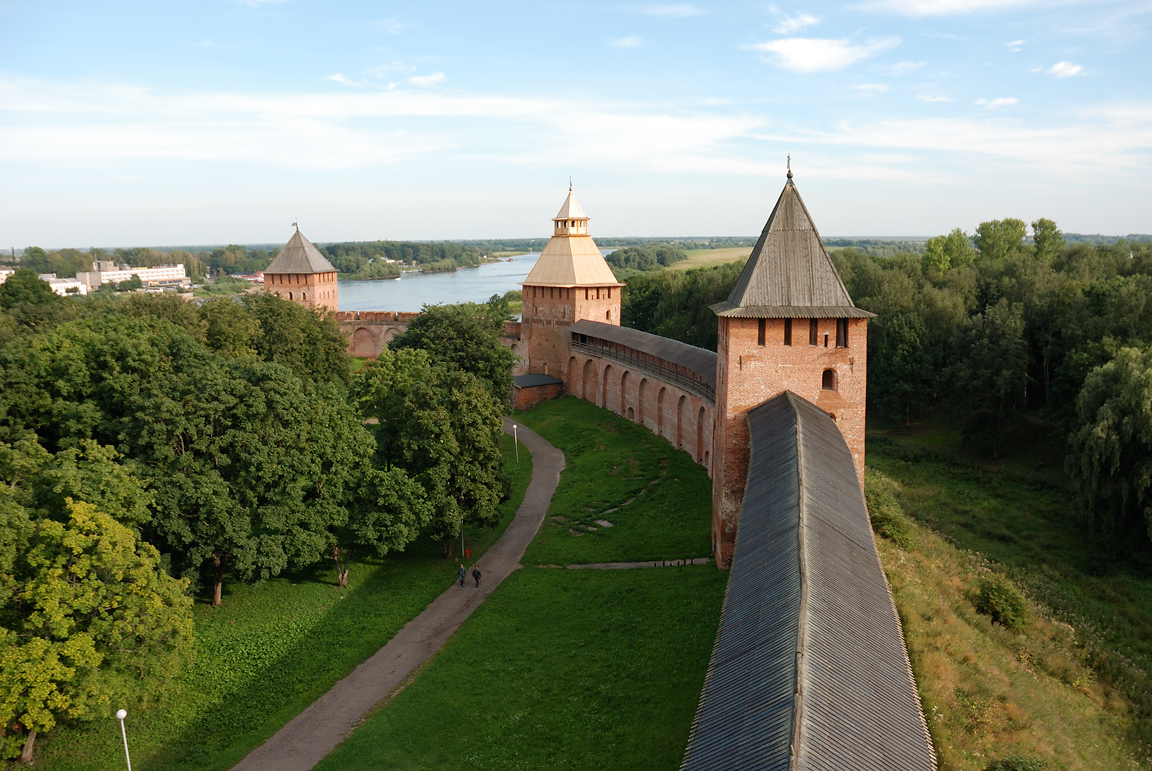
Muralla del Kremlin.
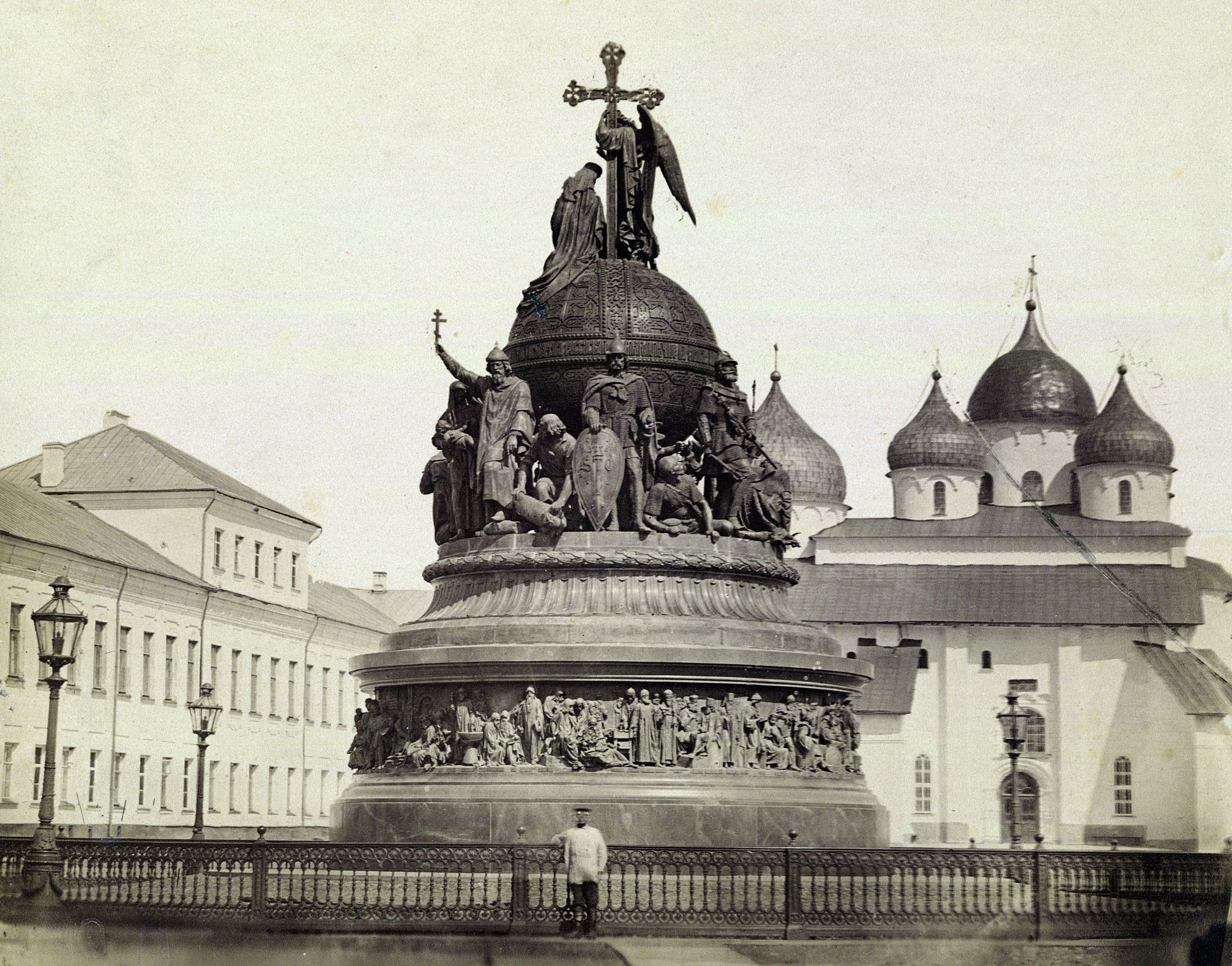
Monument als mil anys de Rússia.